# Эсковар Салом, Рамон
Рамон Эсковар Салом (исп. Ramón Escovar Salom; 23 июля 1926, Баркисимето, Венесуэла — 9 сентября 2008, Каракас, Венесуэла) — венесуэльский государственный деятель, министр иностранных дел (1975—1977, 1994—1996).

## Биография
В 1949 году окончил юридический факультет Центрального университета Венесуэлы в Каракасе, затем получил докторскую степень в области политических наук. Занимал должность профессора в университете, в качестве исследователя в Гарвардском университете (1979—1981), приглашенного профессора в Кембридже (1982—1983).
В 1947 году стал самым молодым депутатом в странах Латинской Америки. в 1958 году — самым молодым сенатором страны.
- 1964—1966 годах — министр юстиции,
- 1974—1975 годах — глава администрации президента Венесуэлы,
- 1975—1977, 1994—1996 годах — министр иностранных дел,
- 1986—1989 годах — посол во Франции,
- 1989—1994 годах — генеральный прокурор Венесуэлы. На этом посту в 1993 году предъявил обвинения в коррупции президенту Кальдере, которые привели к отставке главы государства,
- 1994—1996 годах — министр внутренних дел,
- 1993—1994 годах — член международного суда ООН по бывшей Югославии,
- 1996—1998 годах — постоянный представитель Венесуэлы при Организации Объединённых Наций.